# Iness Chepkesis Chenonge
Iness Chepkesis Chenonge (* 1. Februar 1982 in Saboti, Trans-Nzoia District, Provinz Rift Valley) ist eine kenianische Langstreckenläuferin.

## Leben
2001 siegte sie auf der Halbmarathon-Strecke des Südtirol-Marathons mit dem aktuellen Streckenrekord von 1:13:06 h. Aus demselben Jahr stammt ihre Bestzeit über diese Distanz (1:10:35 h). Bei den Commonwealth Games 2002 in Manchester gewann sie Bronze im 5000-Meter-Lauf, und bei den Commonwealth Games 2006 in Melbourne wurde Sechste über dieselbe Distanz.
Nach einer Babypause im Jahr darauf meldete sie sich 2008 mit einem Sieg beim Straßenlauf-Klassiker Marseille – Cassis zurück.
Bei den Leichtathletik-Weltmeisterschaften 2009 in Berlin wurde sie Sechste über 5000 m.
Iness Chepkesis Chenonge ist 1,68 m groß und wiegt 48 kg. Sie begann mit dem Laufen 2000 in ihrem letzten Schuljahr, nachdem sie bis dahin sich für Volleyball und Netball begeistert hatte. Sie wurde bei einem vom italienischen Manager Gabriele Rosa organisierten Lauf entdeckt und schloss sich einem von Shem Kororia geleiteten Trainingscamp an. Ihr Arbeitgeber ist die kenianische Armee, in der sie 2004 eine Ausbildung zur Trainingsleiterin abschloss. Ihr Ehemann ist der Mittelstreckenläufer Suleiman Kipses Simotwo, mit dem sie eine gemeinsame Tochter hat. Anfang 2009 wechselte sie ihr Management und lässt sich nun von Golazo Sports betreuen.

## Bestzeiten
- 3000 m: 8:39,29 min, 10. September 2006, Stuttgart
- 5000 m: 14:41,62 min, 3. Juli 2009, Oslo
- 15-km-Straßenlauf: 48:13 min, 1. Mai 2009, Le Puy-en-Velay
- Halbmarathon: 1:10:35 h, 1. Dezember 2001, Aveiro